# Udías
Udías é um município da Espanha na comarca Costa Ocidental, província e comunidade autónoma da Cantábria. Tem 19,6 km² de área e em 2021 tinha 930 habitantes (densidade: 47,4 hab./km²).

## Demografia
| Variação demográfica do município entre 1991 e 2004 | Variação demográfica do município entre 1991 e 2004 | Variação demográfica do município entre 1991 e 2004 | Variação demográfica do município entre 1991 e 2004 |
| --------------------------------------------------- | --------------------------------------------------- | --------------------------------------------------- | --------------------------------------------------- |
| 1991                                                | 1996                                                | 2001                                                | 2004                                                |
| 851                                                 | 847                                                 | 831                                                 | 828                                                 |